# 杉原佳尭
杉原 佳尭（すぎはら よしたか、1965年 - ）は、ネットフリックス合同会社の公共政策担当ディレクター。天理大学の客員教授、国際大学GLOCOM上級客員研究員、一般社団法人コンピュータソフトウエア協会フェロー、一般社団法人地域発電推進機構 代表理事、特定非営利活動法人地域情報化推進機構 代表理事も務める。

## 来歴
大阪府出身。同志社大学法学部政治学科を卒業後、ペンシルベニア大学大学院行政管理学科、ロンドン・スクール・オブ・エコノミクス（LSE）にて修士号取得。
1988年　同志社大学法学部政治学科卒業。
1989年　ペンシルバニア大学大学院　行政管理学科修士課程入学(91年 同課程修了)。
1991年　自由民主党本部人事局勤務、翌年国際局へ異動。
1993年　ペンシルバニア大学　ウオートン校ローダー研究所　特別講師(日本政治と規制緩和)。
1994年　EU協議会の招請により、ヨーロッパ議会、EU委員会で競争政策について研究。
ロンドン政治経済学院（ＬＳＥ）ヨーロッパ研究所に入り、翌年、移行経済学で修士取得。
1997年 １月４日朝日新聞１面にバーチャル政党「フェデラリスト」としてＩＴを用いた政策提言活動が紹介され脚光を浴びる。
1998年　株式会社デジタルフォレスト　取締役　就任。
2000年　大前研一政策学校「一新塾」政策アドヴァンスドコース講師。
大阪大学大学院　国際公共政策研究科博士課程後期入学。
９月 田中康夫氏の選挙を総括し、その後、長野県知事特別秘書として長野県庁にて勤務。
2002年　帝塚山大学　経済学部講師として、2005年まで国際金融論を担当。
2003年　首都圏ソフトウエア協同組合専務理事並びに、首都圏コンピュータ技術者協同組合専務理事に就任。
新潟県柏崎市農業活性化委員を務める。
2004年 千葉県鎌ヶ谷市「市民との協働」戦略プラン策定委員に就任。
2005年　兵庫県明石市行政改革専門家委員として、漁業・農業・産業振興を担当するとともに、ＩＴ分野では、同市のレガシーシ
ステムのオープン化、セキュリティの向上および経費削減について取り組む。
内閣府の許可を得て特定非営利活動法人　地域情報化推進機構を立ち上げると同時に代表理事に就任し、自治体の情報化 
推進を支える活動を始める。
2006年　インテル株式会社に入社し、事業開発本部　政府渉外部長に就任。07年より法務・渉外統括本部へ異動し、渉外部長も兼
任し、政府の各種委員会の委員にも就任。
2008年　在日米国商工会議所　インターネット・エコノミー　タスクフォース委員長に就任。
日米インターネットエコノミー政策協議の民間側責任者に就任。
2011年　在日米国商工会議所　理事に就任。
2012年　ハーバード大学ケネディ行政学院エグゼクティブコース修了。
４月から８月までワシントン勤務。
2013年　在日米国商工会議所　理事再任(二期目)。
　          一般社団法人コンピュータソフトウエア協会　法務・知財委員会　委員長。
2015年　在日米国商工会議所　理事再任(三期目)。
グーグル株式会社へ入社　執行役員（公共政策・政府渉外担当）に就任。
2015年　一般社団法人　インターネットコンテンツセーフティ協会　副代表理事に就任。
2015年　AICJ （アジアインターネット連盟　日本）代表幹事就任。
2016年　一般社団法人コンピュータソフトウエア協会　理事に就任。
2018年　在日米国商工会議所　副会頭に就任。
天理大学　客員教授に就任。
2019年　9月 ネットフリックス株式会社　（本社）ディレクター　公共政策担当　就任
2020年　6月 一般社団法人コンピュータソフトウエア協会　フェローに就任。

## 受賞・栄誉
2001年  長野県知事より銀杯授与
2007年  インテル　最優秀賞　受賞(全世界)
2009年　在日米国商工会議所 リーダー・オブ・ザ・イヤー
2011年  インテル　グローバルヒーロー賞　受賞
2016年　Google Inc.（本社）よりGMSダイアモンド賞 受賞
2022年   紺綬褒章　受賞

## 著書
- ソフトな政治(一世出版／1999年)
- 民主主義は機能しているか？(英治出版／2007年)
- インターネット・エコノミー白書（共著）（在日米国商工会議所/2010年）
- データエコノミーの未来（第4章・GLOCOM/2019年）